# 2351 O'Higgins
2351 O'Higgins este un asteroid din centura principală, descoperit pe 3 noiembrie 1964 de Goethe Link Obs..